# Incisa Scapaccino
Incisa Scapaccino – miejscowość i gmina we Włoszech, w regionie Piemont, w prowincji Asti.
Według danych na styczeń 2009 gminę zamieszkiwało 2256 osób przy gęstości zaludnienia 108,2 os./1 km².